# Breuil-Magné
Breuil-Magné – miejscowość i gmina we Francji, w regionie Nowa Akwitania, w departamencie Charente-Maritime.
Według danych na rok 1990 gminę zamieszkiwało 1160 osób, a gęstość zaludnienia wynosiła 52 osób/km² (wśród 1467 gmin regionu Poitou-Charentes Breuil-Magné plasuje się na 258. miejscu pod względem liczby ludności, natomiast pod względem powierzchni na miejscu 320.).